# هومبرتو غونزاليس
هومبرتو غونزاليس (بالإسبانية: Humberto González)‏ مواليد 25 مارس 1966 في مكسيكو، هو ملاكم مكسيكي يصنف ضمن فئة وزن الذبابة. حقق بطولة المجلس العالمي للملاكمة وبطولة الاتحاد الدولي للملاكمة.

## إحصائيات
خاض خلال مسيرته 49 نزالا، فاز في 43 وتعادل في 0 وخسر في 3. فاز بالضربة القاضية في 31 نزالا.

## روابط خارجية
- هومبرتو غونزاليس على موقع بوكس ريك (الإنجليزية) (registration required)